# Bruce Kimball
Bruce Kimball (n. 11 iunie 1963, Ann Arbor, Michigan, SUA) este un săritor în apă ce a reprezentat Statele Unite ale Americii, medaliat olimpic. A participat la o ediție a Jocurilor Olimpice (1984) în care a câștigat o medalie de argint.

## Participări
Lista de mai jos prezintă principalele competiții la care a participat Bruce Kimball de-a lungul carierei.
- diving at the 1984 Summer Olympics – men's 10 metre platform[*]